# Bubas bubalus
Bubas bubalus là một loài bọ cánh cứng trong họ Bọ hung (Scarabaeidae).